# Diaverum
Diaverum este un furnizor de asistență medicală renală cu circa 300 de clinici în America latină, Europa, Asia, Australia și Orientul Mijlociu.

## Istorie
Diaverum a făcut inițial parte din compania suedeză Gambro⁠(en)[traduceți], fondată în Lund, Suedia, în 1964. Gambro a deschis prima clinică de dializă în Lund, în 1991. Activitatea clinicii s-a extins sub numele de Gambro Healthcare și, până în 2005, compania a reușit să deschidă 150 de clinici de dializă în întreaga lume. Gambro Healthcare a fost vândută de Gambro în 2007 și preluată de Bridgepoint Capital⁠(en)[traduceți], un investitor privat major de servicii medicale din Europa, și companie de management. Numele Diaverum a fost adoptat în 2008. Astăzi, Diaverum este condus de Dag Andersson, președintele și CEO-ul companiei și echipa sa executivă.
Acesta a stabilit un contract cu IWantGreatCare⁠(en)[traduceți] în 2012, pentru a permite clienților săi să ofere feedback. Răspunsurile sunt colectate în mai multe limbi și analizate, pentru o perioadă inițială acoperind Marea Britanie și Spania.
De la intrarea în vigoare în Marea Britanie (aprilie 2013) a legii Health and Social Care Act 2012⁠(en)[traduceți], compania a preluat trei contracte în valoare de cel puțin 150 milioane £.

## Oferta de servicii
Diaverum se descrie pe sine ca fiind un furnizor integral de îngrijire renală, oferind îngrijire preventivă și oferind  terapii de substituție renală în stadiul incipient prin:
- hemodializă de clinică
- dializă peritoneală⁠(en)[traduceți]
- îngrijire preventivă
- alte servicii medicale cum ar fi acces vascular⁠(en)[traduceți]

## Cercetare medicală
Diaverum, de asemenea, desfășoară activități de cercetare clinică sub conducerea directorul științific al  companiei, Giovanni FM Strippoli. Studiul se axează pe prevenirea sau reducerea la minimum a riscurilor pentru dializă, sporirea eficienței dializei, găsirea de soluții pentru a minimiza riscurile efectelor secundare ale dializei și de a găsi o dovadă a eficacității dializei legată de droguri. Cercetarea a fost publicată în reviste medicale internaționale, cum ar fi The Lancet, în New England Journal of Medicine  și Jurnalul Clinic al Societății Americane de Nefrologie.

## Diaverum România
Diaverum a intrat pe piața din România în anul 2011, având în prezent deschise 28 clinici de dializă unde lucrează peste 1.000 de angajați și sunt îngrijiți peste 3.600 de pacienți, poziționându-se astfel pe locul al doilea pe piața serviciilor medicale de dializă din România.